# Balsaminka

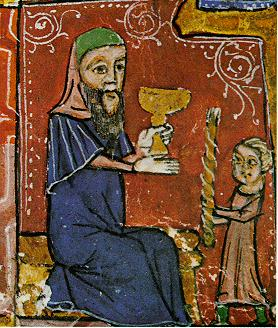
Średniowieczne przedstawienie balsaminki (po prawej)

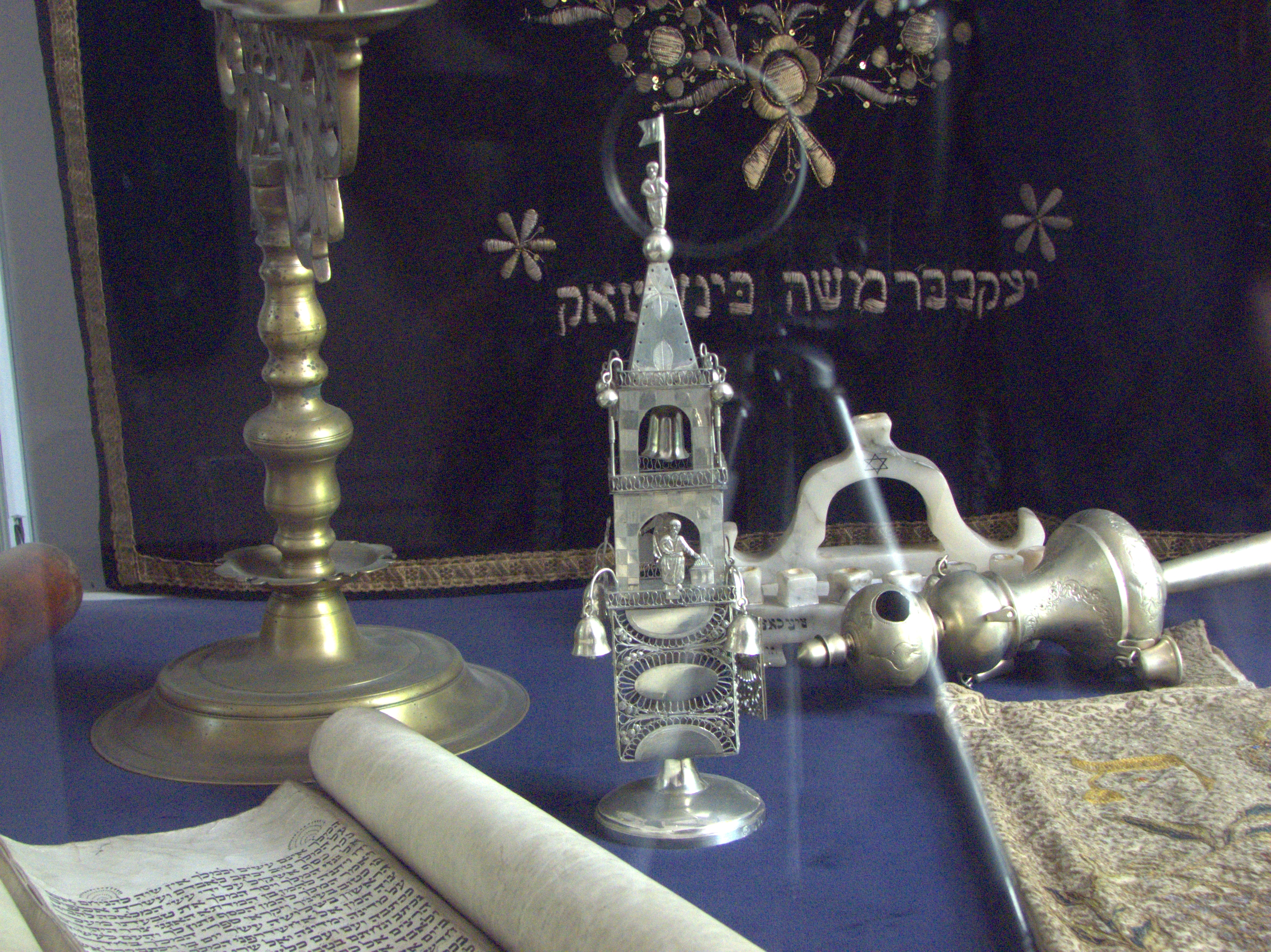
Balsaminka z ekspozycji w Synagodze Nożyków w Warszawie

Balsaminka (spolszczona z Besaminka z hebr. הבשמים besamim – kadzidła, zioła) – liturgiczne naczynie żydowskie służące do przechowywania wonnych ziół, zwłaszcza goździków, imbiru, muszkatu, ziela angielskiego z mirtem, czy płatków róży.
Wykorzystywane jest w trakcie hawdali – modlitwy kończącej szabat. Balsaminki budowano w różnych kształtach, jednak najbardziej rozpowszechnione były balsaminki wieżyczkowe, o kształcie nawiązującym do twierdzy – Wieży Warownej będącej biblijnym symbolem Boga. Rzadziej, od XIX wieku, wykonywane były balsaminki w kształcie ryb (głowy rybie spożywano w wieczór szabasowy).
Za najwcześniejszą informację o naczyniach na wonności uważa się notatkę Dawida Reubeniego z 1530, z której wynika, że za wzór dla balsaminki posłużyła katolicka monstrancja wieżyczkowa (późnogotycka, występująca przed wprowadzoną w okresie baroku monstrancją promienistą). Wśród balsaminek wieżyczkowych spotykane są m.in. wzorowane na wieżach konkretnych kościołów (Czechy), czy zamków.
Najstarsza znana balsaminka polska wykonana była w Gdańsku na początku XVII wieku w formie owocu granatu z długą łodyżką z liśćmi (obecnie w Tel-Awiwie w zbiorach Józefa Stieglitza).